# Alpiderne
Alpiderne eller den alpinske bjergkæde er bæltet af bjergkæder, der løber primært langs den eurasiske kontinentalplades sydlige kant fra Atlanterhavet gennem bl.a. Alperne og Himalaya til Sydøstasien. der omfatter en række bjergkæder, som strækker sig over mere end 15.000 km langs den sydlige kant af Eurasien, der strækker sig fra Java og Sumatra, gennem Indokina, Himalaya og Transhimalaya (Tibet), bjerge i Iran, Kaukasus, Anatolien, Middelhavet og ud i Atlanterhavet.  Det omfatter fra vest til øst de store bjergkæder i Atlasbjergene, Alperne, Kaukasusbjergene, Alborz, Hindu Kush, Karakoram og Himalaya. Det er den næstmest seismisk aktive region i verden efter det omgivende pacifiske bælte (Ildringen), med 17 % af verdens største jordskælv.